# Junonia himera
Junonia himera är en fjärilsart som beskrevs av Hans Fruhstorfer 1915. Junonia himera ingår i släktet Junonia och familjen praktfjärilar. Inga underarter finns listade i Catalogue of Life.